# Dauermagnet

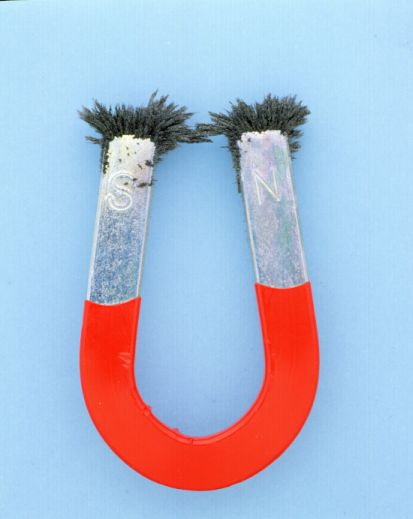
Ein Hufeisenmagnet mit Eisenspänen an den Polen als Beispiel für einen Dauermagneten

Ein Dauermagnet (auch Permanentmagnet) ist ein Magnet aus einem Stück hartmagnetischen Materials, zum Beispiel Legierungen aus Eisen, Cobalt, Nickel oder bestimmten Ferriten. Er hat und behält ein gleichbleibendes Magnetfeld, ohne dass man wie bei Elektromagneten elektrische Leistung aufwenden muss. Dauermagnete besitzen an ihrer Oberfläche je einen oder mehrere Nord- und Südpol(e).
Erste künstliche Dauermagnetmaterialien wurden um 1750 von John Canton hergestellt.

## Grundlagen

Hysteresekurve eines magnetisierbaren Werkstoffes: ein äußeres Feld H magnetisiert einen vorher unmagnetischen Werkstoff (blaue Kurve) und hinterlässt nach dessen Rückgang auf null eine verbleibende Magnetisierung B_{R}

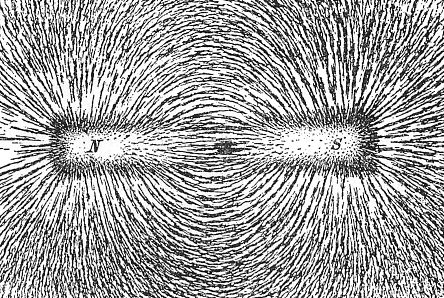
Eisenfeilspäne auf Papier, die sich entsprechend dem Feld eines darunter befindlichen Stabmagneten ausgerichtet haben

Ein Dauermagnet kann durch die Einwirkung eines Magnetfeldes auf ein ferrimagnetisches oder ferromagnetisches Material mit einer großflächigen Hysteresekurve (sogenanntes hartmagnetisches Material) erzeugt werden. Frühe Magnetwerkstoffe auf Basis von Eisen haben zu den Begriffen hartmagnetisch und weichmagnetisch geführt: harter, kohlenstoffreicher Stahl lässt sich dauermagnetisch machen, während sich kohlenstoffärmeres, weiches Eisen (Weicheisen) kaum dauermagnetisieren lässt und sich daher besser zur Herstellung von Eisenkernen für Elektromagnete eignet. Durch ein abklingendes magnetisches Wechselfeld, Erwärmung oder Stoßeinwirkung kann ein Dauermagnet entmagnetisiert werden.
Die im Alltag bekannteste Form sind Ferritmagnete, z. B. als Haftmagnet oder – mit Eisen-Polschuhen versehen – als Schranktür-Verschluss.
- Ein Permanentmagnet übt auf alle ferromagnetischen Stoffe wie z. B. Eisen und auf ferrimagnetische Stoffe – wie Ferrite – eine Anziehung aus.
- Zwei Permanentmagnete ziehen sich mit ihren ungleichnamigen Polen an und stoßen gleichnamige Pole ab.

Entlang des Umfangs magnetisierte Ringe besitzen keine Pole (siehe z. B. Kernspeicher) und üben keine Kräfte aus – sie sind zwar magnetisiert, werden aber nicht als Dauermagnete bezeichnet. Magnetisierte Schichten von Magnetbändern, Magnetstreifen oder Festplatten besitzen zwar Pole, werden aber ebenfalls nicht als Dauermagnet bezeichnet.
Die Hysteresekurven von magnetisierbaren, hartmagnetischen Materialien sind im Gegensatz zur dargestellten Grafik besonders breit und ähneln einem Rechteck, bei dem die fast senkrechten Kurven die Feldstärkeachse bei großen Feldstärken bei Hc schneiden. Die dargestellte Grafik zeigt eher die Hysteresekurve eines weichmagnetischen Werkstoffes, der sich zum Beispiel bei der Aufnahme der Hysteresekurve in einem Transformator mit einem nur kleinen Luftspalt oder in einem Epsteinrahmen befindet.
Bei weichmagnetischen Werkstoffen, wie zum Beispiel Blechen oder Ferriten für Transformator-Kerne, ist die Hysteresekurve sehr schmal und schneidet die Feldstärkeachse bei kleinen Feldstärkewerten.
Die Ursache für dauermagnetische Eigenschaften eines Körpers auf atomarer Ebene sind Unterschiede in der Umdrehungsgeschwindigkeit, bzw. Winkelgeschwindigkeit der Elektronen um den Atomkern, siehe dazu auch Elektronenspin und magnetische Materialien.

## Kenngrößen
EnergieproduktDas Energieprodukt, auch BH-Produkt genannt, ist die gesamte im Magneten gespeicherte Feldenergie.
EnergiedichteDie Energiedichte ist die auf das Volumen des Magneten bezogene magnetische Energie.
Koerzitivfeldstärke HCDie Feldstärke, die aufgewendet werden muss, um den Magneten vollständig zu entmagnetisieren (Flussdichte B = 0) ist Schnittpunkt der Hysteresekurve mit der Achse der Feldstärke H. Je größer die Koerzitivfeldstärke, desto größer ist die Beständigkeit des Magneten gegen Entmagnetisierung durch äußere Felder. Man unterscheidet zwischen der Koerzitivfeldstärke (HcB) der magnetischen Flussdichte und der Koerzitivfeldstärke (HcJ) der magnetischen Polarisation.
Maximale BetriebstemperaturWährend die Curie-Temperatur den Punkt des Verschwindens der ferromagnetischen Eigenschaft eines Materials angibt, verschwindet die makroskopische Orientierung der Weiss-Bezirke und damit die Dauermagneteigenschaften schon bei deutlich geringeren Temperaturen irreversibel. Generell ist diese makroskopische Orientierung bei Temperaturen oberhalb des absoluten Nullpunkts instabil, im praktischen Gebrauch kann allerdings für die relevanten Materialien ein Temperaturbereich angegeben werden, in dem die unvermeidliche Demagnetisierung unmerklich langsam verläuft, bzw. im Wesentlichen durch mechanischen Stress bestimmt wird.
Remanenz BRMit Remanenz bezeichnet man die Flussdichte, die ohne äußeres Feld auftritt. Ihr Wert ist an der Hysteresekurve ablesbar als der Wert von B bei H=0.

## Dauermagnetmaterialien

Entwicklung der magnetischen Energiedichte von Dauermagneten

### Stahl
Dauermagnete wurden früher aus Stahl erzeugt. Sie sind aber sehr schwach und lassen sich sehr leicht entmagnetisieren. Die bekannteste Form sind Hufeisenmagnete. In Stahlwerkzeugen können sich Dauermagnetisierungen auch durch plastische mechanische Verformung bilden. Das ist ein Hinweis auf deren mechanische Überlastung.

### Aluminium-Nickel-Cobalt
AlNiCo-Magnete bestehen aus Eisenlegierungen mit Aluminium, Nickel und Cobalt als Hauptlegierungselemente. Diese Materialien sind bis 500 °C einsetzbar, haben aber eine relativ geringe Energiedichte und Koerzitivfeldstärke. Die Remanenz ist höher als bei den Ferritmagneten. Die Herstellung erfolgt durch Gießen oder pulvermetallurgische Verfahren. Sie haben eine gute Korrosionsbeständigkeit, sind aber zerbrechlich und hart.

### Bismanol
Bismanol, eine Legierung aus Bismut, Mangan und Eisen, bilden als Legierung ein starkes, aber nicht mehr gängiges Permanentmagnetmaterial.

### Ferrite
Magnete aus hartmagnetischen Ferriten sind kostengünstig, aber relativ schwach und haben eine maximale Gebrauchstemperatur von 250 °C. Typische Anwendung sind Haftmagnete und Feldmagnete von Gleichstrommotoren und elektrodynamischen Lautsprechern. Ein durch das erdmagnetische Feld bei der Bildung natürlicher ferrimagnetischer Mineralien (z. B. Magnetit) in diesen eingeprägtes Paläomagnetfeld dient bei der Magnetostratigraphie zur Bestimmung des erdgeschichtlichen Verlaufes der Magnetfeld-Orientierung.

### Seltenerdmagnete
Neodym-Eisen-BorNeodym-Eisen-Bor (NdFeB) ermöglicht sehr starke Magnete zu akzeptablen Kosten.
Lange Zeit waren die Einsatztemperaturen auf maximal 60–120 °C begrenzt. Bei neueren Entwicklungen mit Zusätzen wie Dysprosium werden Einsatztemperaturen bis 200 °C angegeben. Beim Auftreten der maximal zulässigen Einsatztemperatur reduziert sich jedoch der Wert der maximalen Feldstärke H, ab der die Flussdichte B null wird.

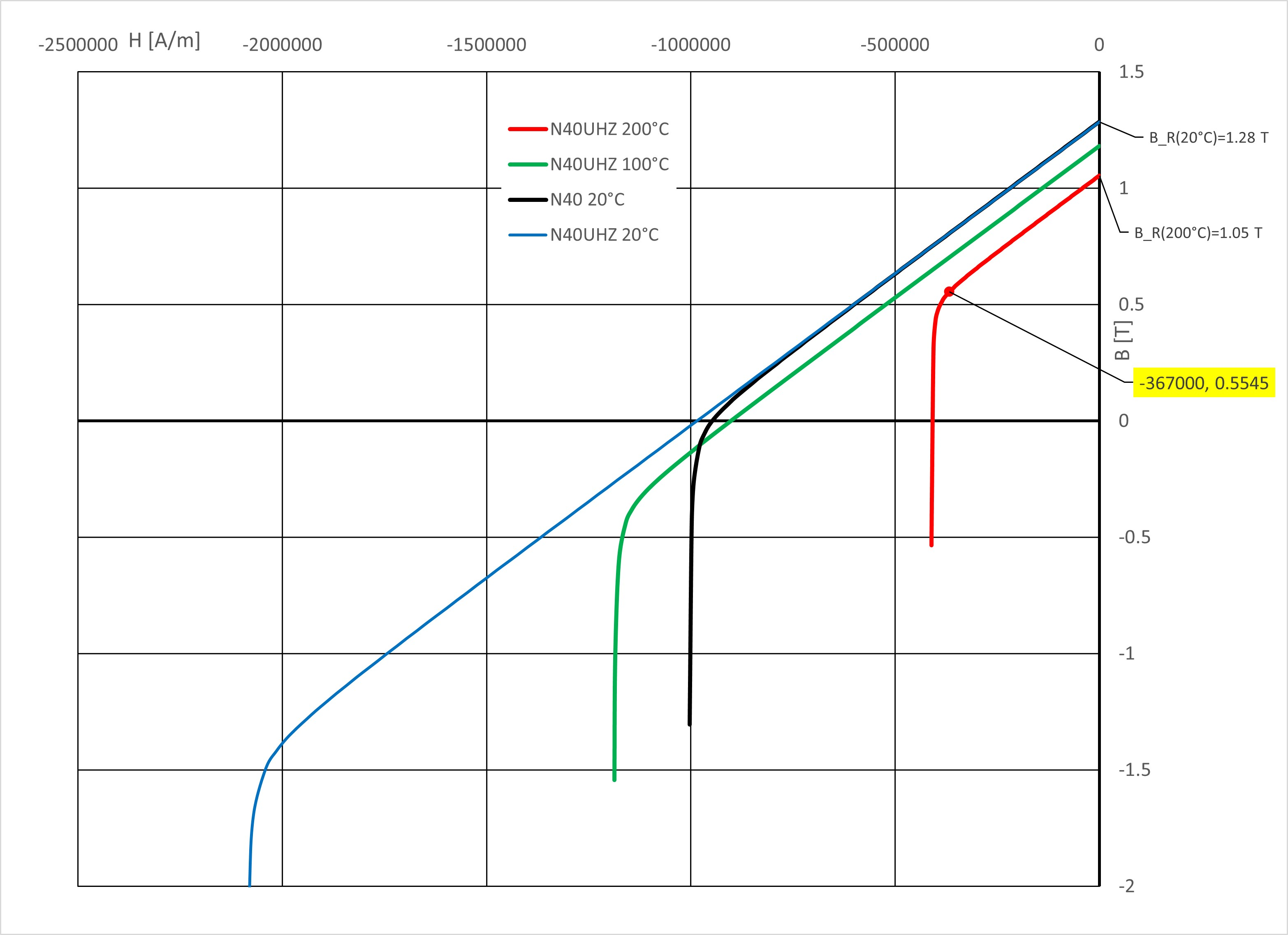
Diagramm 1: Entmagnetisierungskurven (20 °C, 100 °C und 200 °C)

Die blaue Kurve im Diagramm rechts zeigt einen Wert der Remanenz BR bei 20 °C von 1,28 T. Der gleiche Magnetwerkstoff, dessen zulässige Einsatztemperatur 200 °C beträgt, hat bei 200 °C eine niedrigere Remanenz von 1,05 T, s. rote Kurve. Wesentlich ist die Verringerung der maximalen (negativen) Feldstärke von etwa −1000 kA/m auf −367 kA/m, ab der die Flussdichte B null wird. Der sogenannte Knickpunkt als Übergang vom linearen Bereich der Kurve zum nichtlinearen Bereich ist bei der roten Kurve bei −367 kA/m und 0,55 T eingezeichnet. Für 100 °C (grüne Kurve) und 20 °C (blaue Kurve) liegt dieser Knickpunkt unter der Abszisse. Für das Magnetmaterial ohne zulässige Erhöhung der Temperatur (schwarze Kurve) liegt der Knickpunkt bereits bei 20 °C oberhalb der Abszisse (vgl. Entmagnetisierungskurven für NdFeB-Magnetwerkstoffe in Produktdatenblätter).
Samarium-CobaltSamarium-Cobalt (SmCo) mit 20–25 % Eisenanteil ermöglicht starke Dauermagnete mit hoher Energiedichte und hoher Einsatztemperatur. Nachteilig ist der hohe Preis.

### Kunststoffmagnete
Magnetmaterialen können nichtmetallische, organische Kunststoffe mit permanentmagnetischen Eigenschaften sein, wie das Kunststoffmagnet-Material PANiCNQ, welches bei Raumtemperatur ferrimagnetische Eigenschaften aufweist.
Einen gänzlich anderen Aufbau haben Magnete, die aus hartmagnetischen Partikeln in einer Kunststoffmatrix bestehen, solche Magnete können elastisch oder fest sein, diese können durch Spritzguss verarbeitet werden und dienen z. B. der Justage von Elektronenstrahlröhren, jene finden sich u. a. in Dichtungen von Kühlgerätetüren.

## Herstellung
Permanentmagnete werden zumeist aus kristallinem Pulver in Gegenwart eines starken Magnetfelds in eine Form gepresst. Dabei richten sich die Kristalle mit ihrer bevorzugten Magnetisierungsachse in Richtung des Magnetfelds aus. Die Presslinge werden anschließend gesintert. Bei der oberhalb von 1000 °C liegenden Sintertemperatur geht die nach außen hin wirksame Magnetisierung verloren, weil die thermische Bewegung der Atome zur weitestgehend antiparallelen Ausrichtung der Elementarmagnete in den Kristallen führt. Da die Orientierung der Körner im Sinterverbund nicht verloren geht, kann die Parallelausrichtung der Elementarströme nach dem Abkühlen der Magnete durch einen ausreichend starken Magnetisierungsimpuls wiederhergestellt werden.

## Magnetisieren

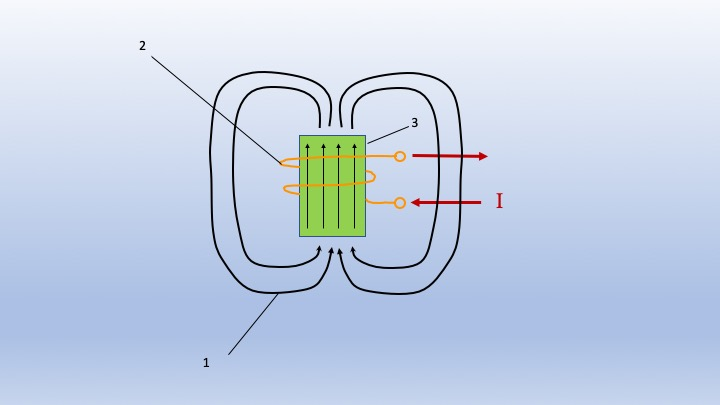
Bild 1: Magnetisierungsspule (1 magn. Flusslinien, 2 Spule, Magnet)

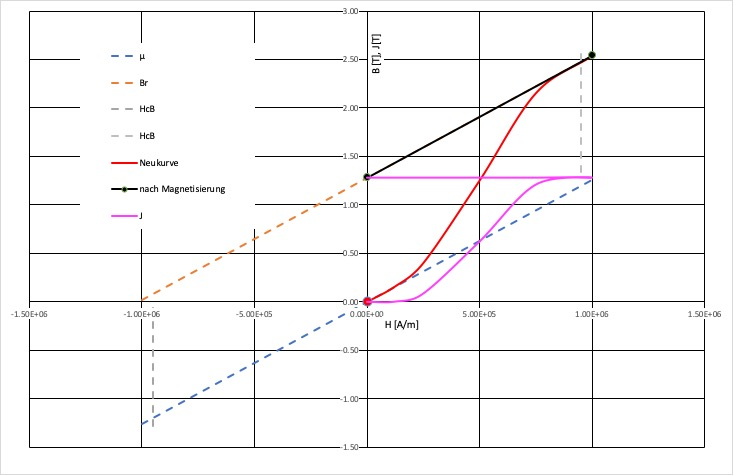
Diagramm 2: Magnetisierung

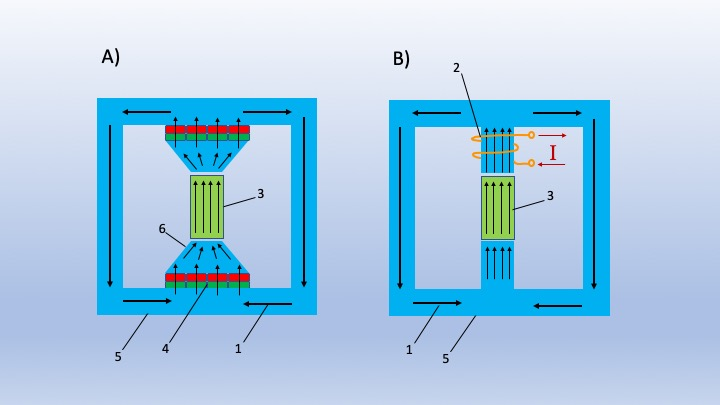
Bild 2: Jochmagnetisierung. A) mit Permanentmagneten und Magnetflusskonzentration 6. B) mit Spule

Permanentmagnete werden durch ein äußeres Magnetfeld magnetisiert, z. B. mit einer Spule (Bild 1), in die ein großer Strom ohne Richtungsänderung eingeleitet wird. Für starke Magnete muss der Magnetisierungsstrom bis über 100 kA betragen. Diese Ströme werden durch geladene Kondensatoren aufgebracht.
Ohne Polarisation hat der Magnet die magnetische Leitfähigkeit µ die von der blau gestrichelten Kurve im Diagramm 2 repräsentiert wird. Wird das äußere Magnetfeld aufgebracht, so beginnt die Polarisation mit wachsendem Wert der magnetischen Feldstärke H [A/m], sobald die Neukurve (rot im Diagramm 2) von der Linie des magnetischen Leitwertes abweicht. Beim Erreichen der Koerzitivfeldstärke HcB ist der Magnet vollständig polarisiert. Bei quaderförmigen Magneten werden dabei noch nicht alle Ecken vollständig polarisiert. Die Magnetisierungsfeldstärke sollte das 2- bis 2,5-fache der Koerzitivfeldstärke betragen, um den Magneten tatsächlich vollständig zu magnetisieren.
Beim reduzieren des äußeren Feldes auf den Wert null reduziert sich die magnetische Flussdichte (schwarze Linie im Diagramm 2) bis auf den Wert der Remanenz. Die Polarisation J (Magenta-Kurve) des Magneten ist die Differenz zwischen dem Wert der magnetischen Flussdichte (schwarze Kurve) und dem Wert (blau gestachelte Linie), der durch die von außen aufgebrachte magnetische Feldstärke H erzeugt wird. Der Arbeitsbereich des Magneten liegt im 2. Quadranten des Diagramms, der im Diagramm 1 der Entmagnetisierungskurven dargestellt ist.
Schwache Magnete können auch durch magnetische Felder in einem Joch (5 in Bild 2) magnetisiert werden, die durch Permanentmagnete (4 in Bild 2) mit magnetischer Flusskonzentration (6 in Bild 2) aufgebracht werden. Dabei treten jedoch bereits beim Einbringen des Magneten große magnetische Kräfte auf. Verkantet der Magnet beim Einführen ins Joch, kann der Magnet splittern, was eine große Unfallgefahr, besonders für Augen, ist. Bei einem seitlichen Herausnehmen des Magneten aus dem Joch kommt es zu einer Fehlausrichtung der Magnetisierungsrichtung, in der Anordnung A) (Bild 2).
Auch montierte Magnete elektrischer Maschinen (Motoren und Generatoren) können in einem Joch magnetisiert werden. Anstelle des Magneten 1 in Bild 2 B) kann dabei ein kompletter Rotor mit seinen Magnetpolen im Joch magnetisiert werden. Der Vorteil dieser Magnetisierung ist die kleinere magnetische Spannung die zur Erzeugung der magnetischen Flussdichte erforderlich ist, und somit des kleineren Magnetisierungsstroms. Jedoch ist die im System einzubringende magnetische Energie größer. Das Verringern des Magnetisierungsstroms bis auf null ist eine Herausforderung, da je nach Schaltung Wirbelströme die Magnete und die sonstigen Komponenten des magnetischen Kreises oder die Magnetisierungspule durch die gespeicherte magnetische Energie erwärmen.
Bei der Magnetisierung mit exponentiellem Ausklingen des Strompulses wird eine Diode mit Sperrrichtung gegen den Magnetisierungsstrom des Kondensators und parallel zur Magnetisierungsspule geschaltet. Nach trennen des Kondensators von der Spule fließt ein Strom durch die Diode und die Spule, wobei sich diese Komponenten erwärmen. Diese Schaltung wird verwendet, wenn es bei der Sinushalbwellen-Magnetisierung zu Wirbelstromproblemen in den zu magnetisierenden Komponenten kommt.
Bei der der Sinushalbwellen-Magnetisierung ist die Diode mit der Magnetisierungsspule in Reihe geschaltet. Nach trennen des Kondensators von der Diode fließt kein Strom in der Spule und die gespeicherte magnetische Energie entlädt sich durch Wirbelströme als Erwärmung in den Magneten und, soweit vorhanden, in weiteren Komponenten des magnetischen Kreises.

## Haltbarkeit
Die Lebensdauer von Dauermagneten ist in der Praxis nicht unbegrenzt. Magnete verlieren ihre magnetischen Eigenschaften, dies allerdings kann, je nach Anwendung und äußeren Umwelteinflüssen, bis zu hunderten von Jahren dauern. Nach dem jetzigen technischen Stand braucht ein Samarium-Magnet 700 Jahre, um die Hälfte seiner Magnetkraft zu verlieren. Die Magnetkraft von Neodym- und Ferrit-Magneten kann als nahezu permanent angesehen werden.

## Anwendungen
- Elektromechanik
  - Betätigungsmagnete für Reedkontakte, z. B. Speichenmagnet für Fahrradtachosensor
  - Dämpfung (Wirbelstrombremse) z. B. bei Achterbahnen und im Stromzähler
  - Transduktor mit permanentmagnetischer Einstellung (historisch, von Triacsteuerungen abgelöst)
  - Elektromotoren, z. B. selbsterregte Gleichstrommotoren, Läufer kleiner Synchronmotoren
  - Felderzeugung in Drehspulmesswerken
  - Feldmagnete von Lautsprechern und dynamischen Mikrofonen und Kopf- und Ohrhörern, Permanentmagnet-Synchronmotor, Läufer elektronisch kommutierter Motoren
  - Läufer kleinerer Generatoren, z. B. Fahrraddynamo
  - Linear-Schwenkmotor für Lesekopfarm eines Festplattenlaufwerks
  - Permanentmagnetgenerator, z. B. in manchen modernen Windkraftanlagen[10]
  - Permanentmagnetmotor
- Elektronik
  - Feldmagnete für Zirkulatoren in der Höchstfrequenztechnik
  - Feldmagnete von Magnetrons, z. B. zwei Magnetringe im Mikrowellenherd
  - Korrekturmagnete an Bildröhren
  - Feldmagnet in spulenartigen Bauteilen, die die dabei entstehende asymmetrische Sättigung eines Ferritkerns ausnutzen (Transduktorwirkung)
  - Technik der Teilchenbeschleuniger: Ablenk- und Fokussierungsmagnete in Ringbeschleunigern sowie in Undulatoren und Wigglern zur Erzeugung von Synchrotronstrahlung
- Mechanik
  - Haftmagnete, Magnetfüße, Lasthebemagnete
  - Lagerungen
  - Magnetverschlüsse an Möbeltüren, Damenhandtaschen, Pseudowangenpiercings
  - durch Wandungen hindurch wirkende Kupplungen, z. B. Magnetrührer zum Rühren von Flüssigkeiten in Laborgefäßen
- Schmuck
  - Magnetschließe
- Geologie
  - Magnetostratigraphie

## Fachliteratur
- Horst Stöcker: Taschenbuch der Physik. 4. Auflage. Harry Deutsch, Frankfurt am Main 2000, ISBN 3-8171-1628-4.
- Hans Fischer: Werkstoffe in der Elektrotechnik. 2. Auflage. Carl Hanser, München/Wien 1982, ISBN 3-446-13553-7.
- Günter Springer: Fachkunde Elektrotechnik. 18. Auflage. Europa-Lehrmittel, 1989, ISBN 3-8085-3018-9.